# Церква Преображення Господнього (Шершенівка)
Церква Преображення Господнього в Шершенівці — парафія і храм греко-католицької громади Борщівського деканату Бучацької єпархії Української греко-католицької церкви в селі Шершенівка Чортківського району Тернопільської области.
Оголошена пам'яткою архітектури місцевого значення (охоронний номер 416).

## Історія церкви
Перший дерев'яний храм у селі Шершенівка був збудований у 1730 році, що, ймовірно, стало початком греко-католицької парафії. 16 жовтня 1888 року канонічну візитацію здійснив владика Станиславівської єпархії Юліян Пелеш. Наприкінці XIX століття звели новий кам'яний храм, який освятили 19 серпня 1901 року. Кошти на його будівництво пожертвували здебільшого жителі села та сусідніх сіл. Стара дерев'яна церква, що стояла поруч, згоріла під час Першої світової війни.
Новий храм освятили декан Скальського деканату о. Петро Мицьковський та священники з сусідніх парафій. До 1946 року він належав греко-католицькій громаді. У 1946—1990 роках парафія була підпорядкована РПЦ. У 1946—1962 роках храм також залишався під контролем Московського патріархату.
У 1962 році церкву закрила державна влада, а парафію приєднали до парафії села Олексинці. Закритий храм пустував до 22 березня 1986 року, коли районна влада на чолі з М. Моспаном, за підтримки міліції, спробувала облаштувати там склад. Жителі села чинили опір, через що двоє людей постраждали, а п'ятеро були засуджені до адміністративного арешту. Громада відстояла церкву. Богослужіння відновилися в листопаді 1988 року, і до 1990-го храм знову належав московському православ'ю. У 1990 році греко-католицьку парафію було відновлено.
У 2008 році за кошти парафіян і головного жертводавця Володимира Гищука церкву капітально відремонтували. Завдяки фінансовій допомозі Михайла Старуха також упорядкували церковне подвір'я.
У селі є капличка, збудована на початку XVIII століття, перебудована й освячена у 1994 році. У ній зберігся невеликий іконостас, датований 1714 роком. На території парафії також є фігури Ісуса Христа та Матері Божої, дерев'яний хрест на честь 2000-ліття Різдва Христового, хрест, встановлений у 1848 році на честь скасування панщини, а на недіючому цвинтарі — хрест Тверезості.

## Парохи
- о. Михайло Іванович (1784—1820),
- о. Йосип Ліцкевич (1820—1858),
- о. Нестор Білінський (1858—1867),
- о. Петро Гіль (1867—1901),
- о. Володимир Милищук (1901 —1903),
- о. Михайло Ароздовський (1904—1954),
- о. Степан Посвятовський (1954—1958),
- о. Михайло Герус (1958—1962),
- о. Микола Паскевич (1988—1990),
- о. Ярослав Гавриш (1991—1992),
- о. Іван Сабала (1992—1994),
- о. Михайло Марущак (1994—2003),
- о. Дмитро Шувар, ЧСВВ (2003—2005),
- о. Роман Савич (2005—2012),
- о. Ярослав Капулов (з березня 2012).